# Lucie de Narni
Lucie Brocadelli ou Lucie de Narni (Narni, 13 décembre 1476 - Ferrare, 15 novembre 1544) est une tertiaire dominicaine stigmatisée reconnue bienheureuse par l'Église catholique.
À douze ans, elle fait le vœu de rester vierge, mais elle est mariée contre son gré au comte Pierre di Alessio. Elle est néanmoins autorisée à entrer dans le Tiers-ordre dominicain en 1494. Elle est envoyée dans un couvent de l'ordre à Viterbe et reçoit les stigmates. Ayant une réputation de sainteté, elle est envoyée par le pape dans un nouveau couvent à Ferrare en 1499 où elle restera jusqu'à sa mort. Son culte est officiellement reconnu par le pape Clément XI en 1710.

## Biographie
Lucie Brocadelli naît dans la ville de Narni en Ombrie où son père est trésorier. Ses parents lui donnent le nom de Lucie car elle vient au monde le 13 décembre 1476, jour de la sainte Lucie. Comme toutes les filles de la bourgeoisie de la Renaissance, elle reçoit une bonne instruction, en particulier littéraire. Son hagiographie relate qu'elle a une apparition de l'Enfant Jésus dès son enfance, et qu'elle fait vœu de chasteté à l'âge de 7 ans lors d'un mariage mystique où elle reçoit de Dieu un anneau tandis que saint Dominique lui impose le scapulaire dominicain. Elle a quinze ans lorsque sa famille l'oblige à épouser le comte Pierre di Alessio en 1491 ; elle en tombe malade puis accepte ce choix à la suite d'une vision de la Vierge qui lui ordonne d'être mariée et vierge comme elle,.
Lucie fait part au comte de sa décision de rester fidèle à son vœu même dans le mariage et lui fait promettre de le respecter, ce qu'il accepte étant convaincu qu'elle changera d'avis. Au début, le mari admire la vertu de son épouse mais après des insinuations de parents et amis, il commence à douter de la sincérité de son épouse et la considère comme une hypocrite. Son hagiographe rapporte qu'un jour, un pèlerin demanda l'hospitalité à Lucie. Celle-ci l'installa dans son propre lit (pendant qu'elle-même dormait à même le sol, ou dans une autre pièce ?). Son mari informé, se précipite dans la chambre excédé, en brandissant une épée. Mais en arrivant il ne trouva dans le lit qu'un grand crucifix aux plaies sanglantes. À la suite de cet incident, en 1494, pour punir son épouse, le comte Pierre l'emprisonne dans une petite pièce pendant tout le carême.
À l'approche de Pâques, il la libère et Lucie en profite pour se réfugier chez sa mère en attendant d'être acceptée parmi les tertiaires dominicaines. Elle reçoit l'habit le 8 mai 1494 mais pour éviter la colère de son mari, elle quitte sa ville natale pour Rome. Dans la ville éternelle, elle est accueillie par des tertiaires dominicaines qui habitent la maison où a vécu sainte Catherine de Sienne près de la basilique de la Minerve. En janvier 1496, elle est envoyée à Viterbe pour réformer un monastère de l'ordre,.
Dans ses prières, Lucie demande régulièrement de participer aux souffrances terrestre du Christ. Le 24 février 1496, alors qu'elle est dans le chœur avec les religieuses de Viterbe, elle a une extase pendant laquelle elle assiste à la passion du Christ et reçoit les stigmates. Au début, elle les cache mais les plaies finissent par saigner abondamment et le bruit de ce phénomène se répand à Viterbe. C'est pourquoi Lucie subit plusieurs examens composés d'évêques, de médecins, de magistrats qui concluent à chaque fois qu'il s'agit d'un miracle. Après ce rapport, le pape Alexandre VI fait venir Lucie à Rome et examine les stigmates avec des cardinaux, puis se recommande à ses prières avant de la renvoyer à Viterbe,.
La réputation de sainteté de Lucie se répand en Italie. Le duc de Ferrare, Hercule Ier d'Este, décide de la faire venir à Ferrare pour s'assurer de ses prières, et prendre la jeune femme comme conseillère personnelle. Il demande au pape d'intervenir et s'engage à construire un monastère pour Lucie et ses compagnes. Mais les habitants de la ville de Viterbe, ne voulant pas se séparer de « leur sainte », il faut exfiltrer la jeune femme de la ville en la cachant dans un panier à linge. Elle arrive à Ferrare le 7 mai 1499. Le 20 mai suivant, elle annonce au duc de Ferrare que la bienheureuse Colombe de Rieti vient juste de mourir.
Le monastère est érigé par la bulle du 29 mai 1501 qui accorde aux tertiaires de pouvoir sortir du monastère pour exercer un apostolat de charité comme la visite des malades, recevoir les personnes qui veulent des conseils, et que la prieure doit toujours consultée en ce qui concerne le monastère. La première prieure est Lucie. Le duc de Ferrare embellit le couvent d’œuvres d’art, de reliques de sainte Catherine de Sienne et de saint Pierre de Vérone, de livres, et lui assure un revenu fixe ; mais en 1503, malgré l'injonction du pape demandant que rien ne doit être fait sans l'avis de la prieure, il envoie dix religieuses dominicaines cloitrées dans le monastère de Lucie pensant l'aider mais les nouvelles venues imposent leur type de vie cloîtrée aux tertiaires qui veulent continuer avec les caractéristiques qui leur sont propres. À la mort du duc, des religieuses prises de jalousie envers leur prieure, obtiennent que Lucie soit privée de tous privilèges et mise à la dernière place. Une nouvelle prieure est élue et Lucie accepte le silence, les humiliations et l'anonymat pendant trente-neuf ans jusqu'à sa mort le 15 novembre 1544,,,.

## Culte et béatification
Son culte se développe très vite après sa mort. Il est officiellement approuvé en 1710 par le pape Clément XI. La ville de Ferrare conserve son corps jusqu'en 1935, date à laquelle il est transféré à la cathédrale de Narni où il est toujours vénéré,.
Sa mémoire est célébrée dans l'Église catholique le 15 novembre.